# Metriomantis cupido
Metriomantis cupido är en bönsyrseart som beskrevs av Henri Saussure 1869. Metriomantis cupido ingår i släktet Metriomantis och familjen Mantidae. Inga underarter finns listade i Catalogue of Life.